# Jessica Moore
Jessica Moore (ur. 16 sierpnia 1990 w Perth) – australijska tenisistka.

## Przebieg kariery
W 2007 roku otrzymała dziką kartę do turnieju głównego Australian Open, jednak przegrała w pierwszej rundzie ze Swietłaną Kuzniecową 2:6, 0:6. W maju osiągnęła finał gry podwójnej turnieju ITF w Bournemouth, w którym w parze z Alenką Hubacek wygrały z Melanie Klaffner i Nicole Riner. W czerwcu osiągnęła finał turnieju z cyklu ITF w Davos, który przegrała ze Stephanie Vögt. W sierpniu wygrała swój pierwszy seniorski turniej ITF, w Ilkley, pokonując w finale Lizaan Du Plessis. Następnie otrzymała „dziką kartę” od organizatorów US Open, co i tym razem skończyło się porażką w pierwszej rundzie – tym razem z Lucie Šafařovą (3:6, 2:6). W październiku, w finale turnieju w Traralgon, pokonała Sandy Gumulyę, wygrywając drugi turniej w karierze. W tym samym miesiącu wraz z Alison Bai dotarły do finału imprezy w Rockhampton, przegrywając z Courtney Nagle i Robin Stephenson.
W 2008 roku również zagrała w turnieju głównym Australian Open dzięki dzikiej karcie, jednak tym razem po wygranej z Julie Ditty awansowała do drugiej rundy, w której przegrała z Szachar Pe’er. W maju wraz z Melanie Klaffner wygrały turniej deblistek w Galatinie, w którego finale pokonały Marię-Fernandę Alves i Marię Irigoyen. Miesiąc później w parze z Nicole Clerico przegrały finał imprezy w Campobasso z parą Maria Irigoyen/Roxane Vaisemberg.
W sezonie 2011 razem z Noppawan Lertcheewakarn osiągnęły finał zawodów deblowych w Kuala Lumpur, w którym uległy parze Dinara Safina–Galina Woskobojewa wynikiem 5:7, 6:2, 5–10.
W 2020 roku poinformowała o zakończeniu kariery zawodowej.

## Finały turniejów WTA
| Legenda                     | Legenda |
| --------------------------- | ------- |
| Wielki Szlem                |         |
| Igrzyska olimpijskie        |         |
| WTA Tour Championships      |         |
| 2009 – 2020                 |         |
| WTA Premier Mandatory       |         |
| WTA Premier 5               |         |
| WTA Premier                 |         |
| WTA International Series    |         |
| WTA 125K series (2012–2020) |         |

### Gra podwójna 5 (2–3)
| Końcowy wynik | Nr | Data                 | Turniej      | Nawierzchnia | Partnerka               | Przeciwniczki                     | Wynik finału   |
| ------------- | -- | -------------------- | ------------ | ------------ | ----------------------- | --------------------------------- | -------------- |
| Finalistka    | 1. | 6 marca 2011         | Kuala Lumpur | Twarda       | Noppawan Lertcheewakarn | Dinara Safina Galina Woskobojewa  | 5:7, 6:2, 5–10 |
| Zwyciężczyni  | 1. | 17 lipca 2016        | Bukareszt    | Ceglana      | Varatchaya Wongteanchai | Alexandra Cadanțu Katarzyna Piter | 6:3, 7:6(5)    |
| Zwyciężczyni  | 2. | 22 września 2018     | Kanton       | Twarda       | Monique Adamczak        | Danka Kovinić Wiera Łapko         | 4:6, 7:5, 10–4 |
| Finalistka    | 2. | 14 października 2018 | Tiencin      | Twarda       | Monique Adamczak        | Nicole Melichar Květa Peschke     | 4:6, 2:6       |
| Finalistka    | 3. | 7 kwietnia 2019      | Monterrey    | Twarda       | Monique Adamczak        | Asia Muhammad Maria Sanchez       | 6:7(2), 4:6    |

## Wygrane turnieje rangi ITF
| turnieje z pulą nagród 100 000 $ |
| turnieje z pulą nagród 75 000 $  |
| turnieje z pulą nagród 50 000 $  |
| turnieje z pulą nagród 25 000 $  |
| turnieje z pulą nagród 15 000 $  |
| turnieje z pulą nagród 10 000 $  |

### Gra pojedyncza
|    | Data       | Turniej   | Kat. | Finalistka          | Wynik       |
| 1. | 04/08/2007 | Ilkley    | ITF  | Lizaan Du Plessis   | 6:4, 6:2    |
| 2. | 28/10/2007 | Traralgon | ITF  | Sandy Gumulya       | 6:4, 6:4    |
| 3. | 13/07/2008 | Rzym      | ITF  | Patricia Mayr       | 6:3, 6:2    |
| 4. | 22/07/2012 | Knokke    | ITF  | Ysaline Bonaventure | 6:1, 7:6(4) |

## Finały juniorskich turniejów wielkoszlemowych

### Gra pojedyncza (1)
| Końcowy wynik | Rok  | Turniej         | Nawierzchnia | Przeciwniczka | Wynik finału |
| Finalistka    | 2008 | Australian Open | Twarda       | Arantxa Rus   | 3:6, 4:6     |

### Gra podwójna (2)
| Końcowy wynik | Rok  | Turniej     | Nawierzchnia | Partnerka     | Przeciwniczki                | Wynik finału   |
| Zwyciężczyni  | 2008 | French Open | Ceglana      | Polona Hercog | Lesley Kerkhove Arantxa Rus  | 5:7, 6:1, 10-7 |
| Zwyciężczyni  | 2008 | Wimbledon   | Trawiasta    | Polona Hercog | Isabella Holland Sally Peers | 6:3, 1:6, 6:2  |